# Дідґорі-1
Дідґорі-1 (груз. დიდგორი 1) — грузинський бронеавтомобіль на основі Ford F-series, виробництва військового державного науково-технічного центру «Дельта».
Перший демонстраційний зразок бронемашини був представлений 2011 року.

## Опис
Розроблений на шасі автомашини американського пікапа Ford F-Series.
Бронемашина має звичайну компоновку з переднім розташуванням двигуна, відділенням управління в середній частині машини, в кормовій частині машини розташоване десантне відділення. Екіпаж машини складається з двох осіб, передбачена можливість перевезення кількох піхотинців.
Корпус бронемашини зварений, виготовлений із сталевих броньових листів, розташованих під кутом. Бронювання забезпечує захист від вогню зі стрілецької зброї і осколків артилерійських снарядів. Протимінний захист «Дідґорі» відповідає рівню 2b STANAG. Бронезахист нижньої частини машини складається з 3-х шарів, де середній шар забезпечує захист від вибухової хвилі, два інших шари захищають екіпаж від осколків.
У бортах бойового відділення є дві двері для водія та командира машини, треті двері для посадки та висадки десанту знаходиться в кормі машини. Лобове скло куленепробивне.
На даху можуть бути встановлені різні види зброї: наприклад, 40-мм автоматичний гранатомет або протитанкова керована зброя.
Бронемашина має тепловізори переднього та заднього огляду.

## Варіанти
- Дідґорі-1 — бойова розвідувальна машина 4х4. Екіпаж складається з двох осіб (механік-водій і стрілець), десант — 5 чоловік. Озброєння — 12,7-мм кулемет НСВ-12,7 «Утес», встановлений на даху бойового відділення. Бронювання відповідно до вимог 2-го рівня STANAG 4569. Двигун Ford потужністю 356 к.с.
- Дідґорі-2 — бронетранспортер 4х4, який може перевозити до 7 осіб. Озброєння — 7,62-мм кулемет M134D, встановлений на даху бойового відділення. Бронювання відповідно до вимог 2/3-го рівня STANAG 4569. Двигун Ford потужністю 356 к.с.
- Броньована машина управління та зв'язку на базі Дідґорі-2.
- Дідґорі-3 — бронеавтомобіль 6х6 на базі вантажівки Dongfeng китайського виробництва. Роботи над машиною були розпочаті в 2010 році, перші п'ять машин були вперше представлені в 2012 році.
- Дідґорі Medevac — броньована водоплавна медична машина
- В травні 2018 року був представлений варіант патрульно-розвідувальної броньованої машини, створеної на основі Didgori Medevac. Дана машина мала коротший корпус, та багажне відділення за кабіною. На додачу до основного броньового захисту машина мала додатковий рознесений броньовий захист[3].
- Дідґорі Meomari — 120 мм мобільний мінометний комплекс на базі бронеавтомобілю Дідґорі з колісною формулою 4х4, вперше представлений на міжнародній оборонно-промисловій виставці IDEX-2019, що відбулась в Абу-Дабі (ОАЕ) з 17 по 21 лютого 2019 року. Вперше про розробку даної системи НТЦ "Дельта" було заявлено у грудні 2018 року.

## Галерея

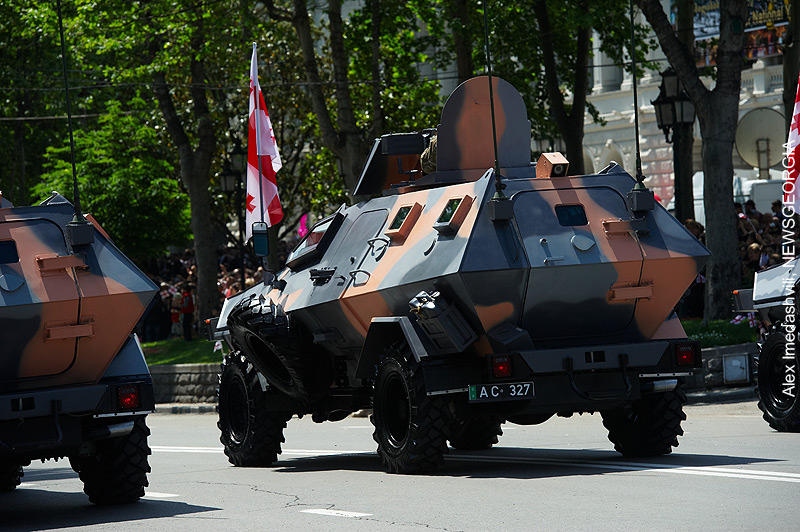
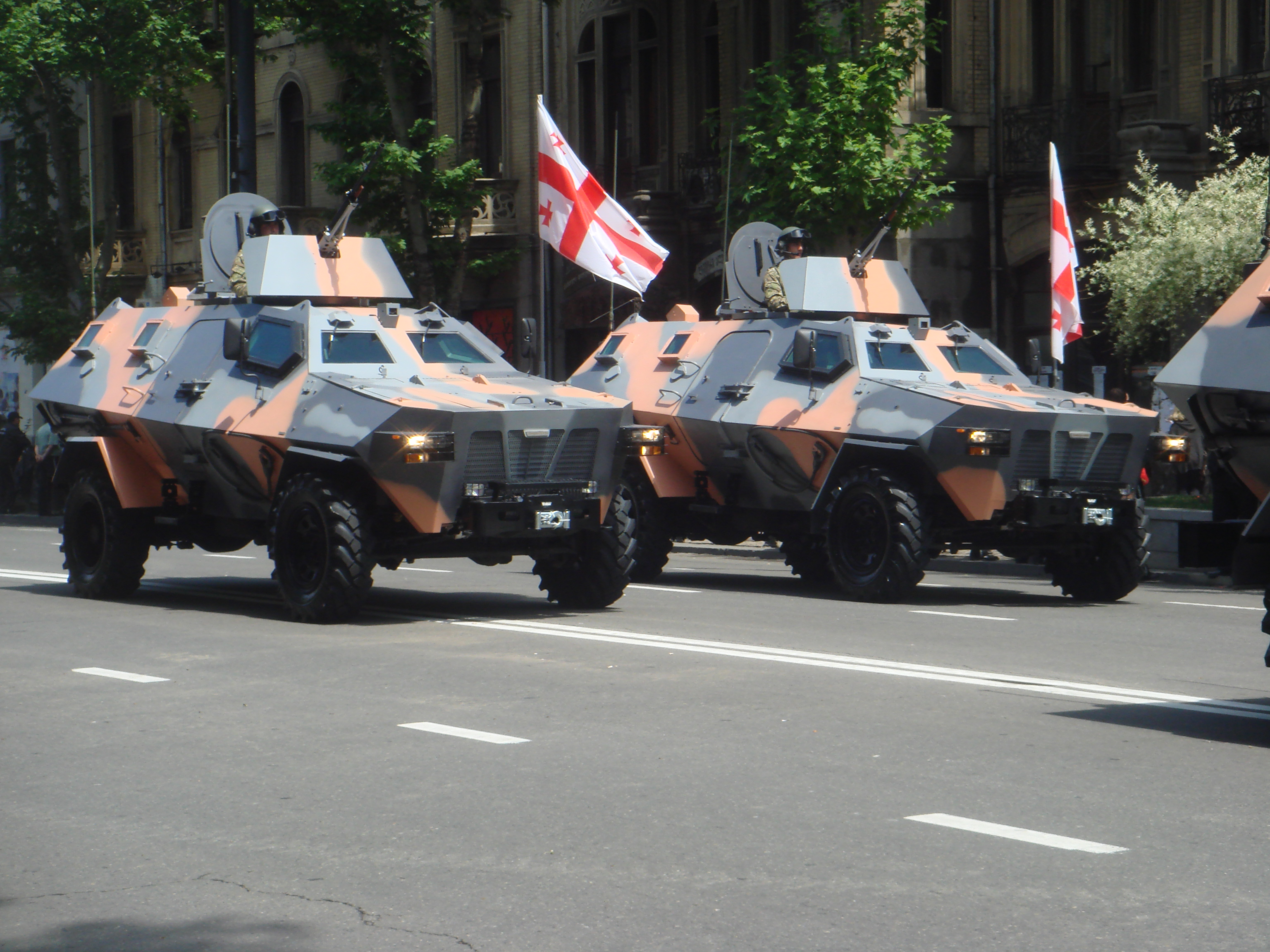
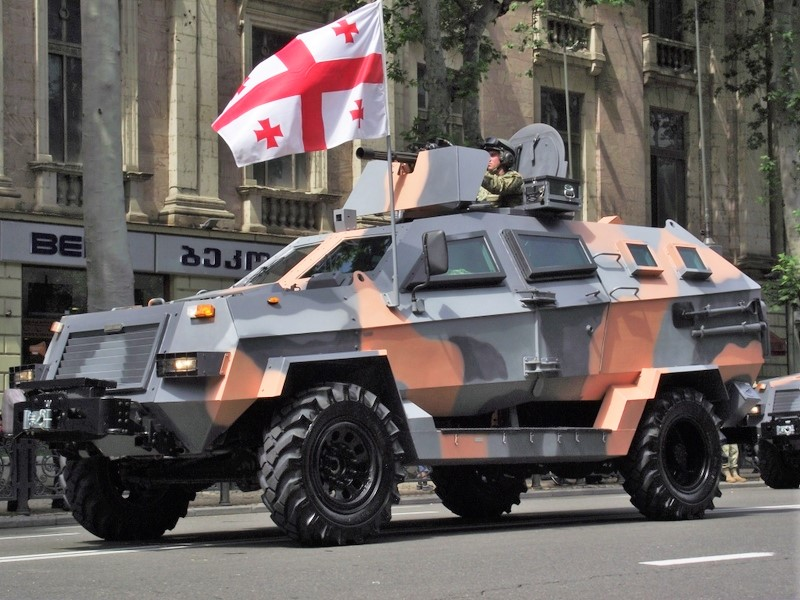
Дідґорі-2 з мініганом
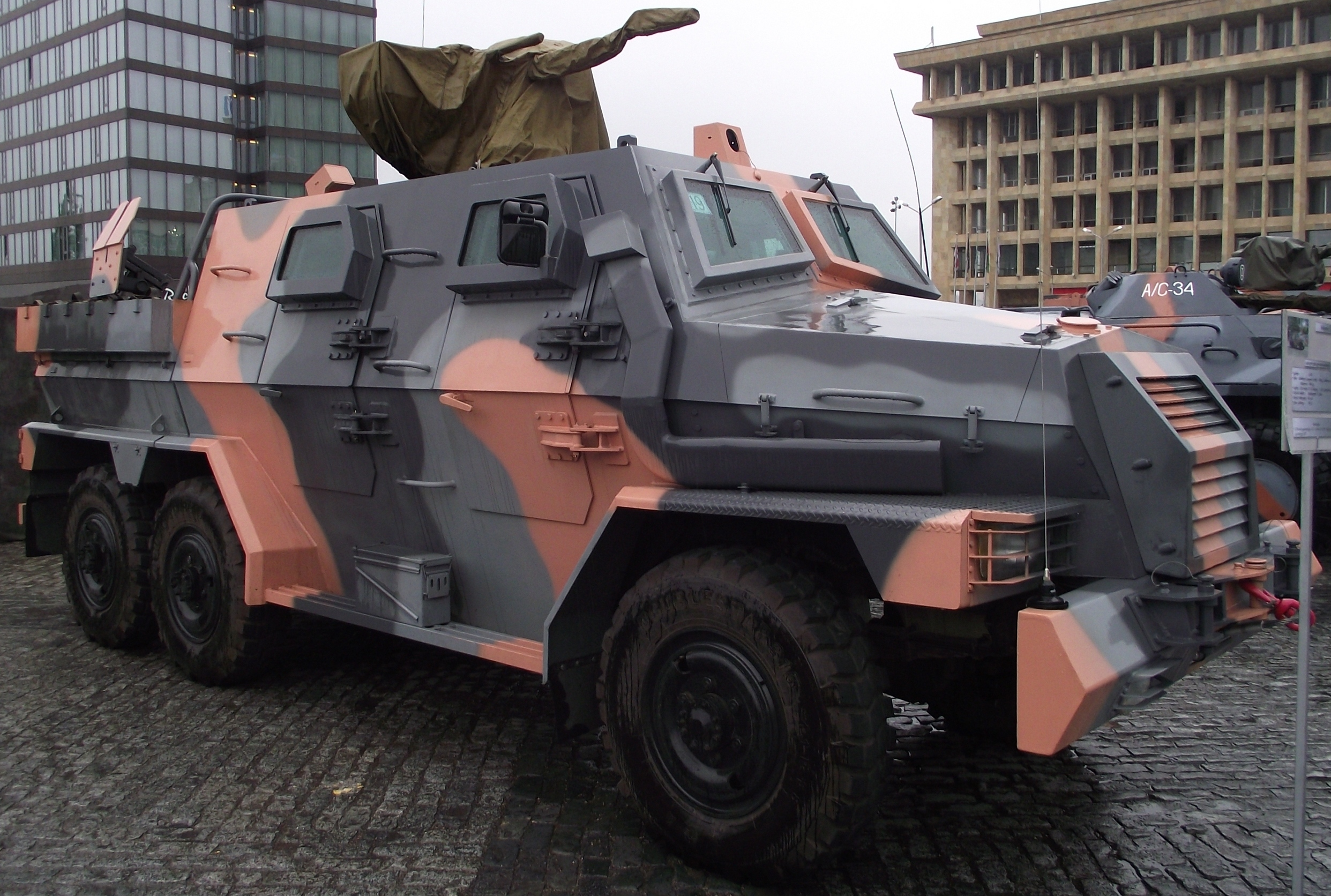
Дідґорі-3

## Оператори
- Грузія — 50+ на озброєнні Збройних сил Грузії
- Саудівська Аравія — У грудні 2015 року було укладено контракт, згідно з яким в Саудівську Аравію буде поставлено понад сто одиниць медично-евакуаційних машин загальною вартістю близько 100 мільйонів ларі (близько $40 млн). Перша партія з 12 бронемашин буде відправлена до Саудівської Аравії 30 січня 2016 року[4]